# Campylocheta teliosis
Campylocheta teliosis är en tvåvingeart som först beskrevs av Henry J. Reinhard 1952.  Campylocheta teliosis ingår i släktet Campylocheta och familjen parasitflugor. Inga underarter finns listade i Catalogue of Life.